# Ештадіу ду Марітіму
«Ештадіу ду Марітіму» або «Баррейруш» (порт. Estádio do Marítimo, Estádio dos Barreiros) — футбольний стадіон у Фуншалі, Португалія, домашня арена ФК «Марітіму».

## Опис
Стадіон побудований у 1953 році на місці футбольного поля, закладеного ще 1925 року. Відкритий у 1957 році. Протягом 2009—2016 років була здійснена масштабна реконструкція арени, в результаті якої було досягнуто місткості 10 932 глядачів, перебудовано та перекрито трибуни стадіону. 
Від часу відкриття арена п'ять разів змінювала назву. Широковідомою назвою, яка використовується і нині є «Баррейруш», похідне від «Ештадіу душ Баррейруш». Стадіон також має прізвисько «О Кальдейрао», з португальської «Котел».
Стадіон приймає домашні матчі збірної Португалії з футболу.